# Yves Jacques
Yves Jacques, född 10 maj 1956 i Québec, provinsen Québec, är en kanadensisk skådespelare.

## Roller (urval)
- 1986 – Det amerikanska imperiets fall
- 1989 – Jesus från Montreal
- 1990 – Milena
- 1994 – Louis – TV-kungen
- 1995 – Alfred
- 1998 – Skolresan
- 2000 – Änkan från Saint-Pierre
- 2002 – Napoleon (TV-serie)
- 2003 – De barbariska invasionerna
- 2004 – The Aviator
- 2005 – Aurore
- 2012 – Laurence Anyways
- 2014 – Grace of Monaco
- 2023 – Efterträdaren